# 디메르카프롤
디메르카프롤(Dimercaprol) 혹은 BAL(British Anti-Lewsite의 약어)는 제2차 세계대전때 영국 옥스퍼드 대학교의 생화학자들이 개발한 화합물이다. 디메르카프롤은 루이사이트의 해독제로 비밀리에 개발되었지만, 곧 비소기반 화학무기의 대항제가 되었다. 오늘날, 디메르카프롤은 비소, 수은, 납, 금, 안티모니 등의 중금속 중독의 해독제로 사용되고 있다.과거에는 디메르카프롤을 몸에 구리가 축적되는 윌슨병의 치료제로 사용되기도 하였다.

## 생화학적 기능
비소와 다른 중금속들은 근처의 대사효소의 티올기와 화학작용을 하여, 효소의 활동에 영향을 미치는 킬레이트 화합물을 만드는데, 디메르카프롤은 킬레이트제의 역할을 하여 중금속이 일으킨 효소활동 장애를 제거한다.
디메르카프롤은 자체적으로 독성을 가지고 있어 용량이 제한되어 있으며, 몇몇 기관들에 비소를 농축시키기도 한다. 다른 취약점으로 근육에 놓아 고통이 심하다는 점이 있다. 다른 심각한 부작용으로는 신장독성, 고혈압 등이 있다.
BAL은 수은, 안티모니, 비스무트, 카드뮴, 크롬, 금, 코발트, 니켈등과 안정된 킬레이트를 이루는걸 볼 수 있다. 그러나 이런 중독에 굳이 필요한건 아니다. 디메르카프롤은 또한 급성 납중독의 치료제로도 사용된다. 위에도 설명했지만, BAL은 잠재적 독성이 있으며, 여러 부작용도 있다. 카드뮴을 배출하기 위해 BAL을 사용할때, 부수적으로 신장에 카드뮴이 누적되게 되어, 카드뮴 중독시엔 BAL을 사용하지 않는다. 이렇지만, 페닐수은이나 알칼리수은 독성에는 소용이 없지만, 신장에서 수은을 제거할 수 있다.

## 같이 보기
- 킬레이션 요법
- 화학무기
- 중금속